# Agriocnemis pieli
Agriocnemis pieli là một loài chuồn chuồn kim trong họ Coenagrionidae.
Agriocnemis pieli được Navás miêu tả khoa học năm 1933.